# Granit Lekaj
Granit Lekaj (Pristina, 23 febbraio 1990) è un calciatore svizzero, difensore dello YF Juventus.

## Carriera
Nato a Pristina, si trasferisce da piccolo con la famiglia in Svizzera, dove entra a far parte del settore giovanile del Winterthur, con cui ha debuttato tra i professionisti il 25 ottobre 2010, in occasione dell'incontro di Challenge League vinto per 2-1 contro il Lugano. Dal 2010 al 2022 totalizza 337 presenze e 11 reti nella seconda divisione svizzera con Winterthur (in due periodi diversi), Wil (anche qui in due periodi diversi) e Sciaffusa. Il 16 luglio 2022 debutta in Super League, disputando con la maglia del Winterthur l'incontro pareggiato per 1-1 contro il Basilea.

## Statistiche

### Presenze e reti nei club
Statistiche aggiornate al 1º maggio 2023.
| Stagione          | Squadra           | Campionato        | Campionato | Campionato | Coppe nazionali | Coppe nazionali | Coppe nazionali | Coppe continentali | Coppe continentali | Coppe continentali | Altre coppe | Altre coppe | Altre coppe | Totale | Totale |
| Stagione          | Squadra           | Comp              | Pres       | Reti       | Comp            | Pres            | Reti            | Comp               | Pres               | Reti               | Comp        | Pres        | Reti        | Pres   | Reti   |
| ----------------- | ----------------- | ----------------- | ---------- | ---------- | --------------- | --------------- | --------------- | ------------------ | ------------------ | ------------------ | ----------- | ----------- | ----------- | ------ | ------ |
| 2010-2011         | Winterthur        | ChL               | 9          | 0          | CS              | 0               | 0               |                    | -                  | -                  |             | -           | -           | 9      | 0      |
| 2011-2012         | Wil               | ChL               | 19         | 0          | CS              | 1               | 0               |                    | -                  | -                  |             | -           | -           | 20     | 0      |
| 2012-2013         | Wil               | ChL               | 34         | 1          | CS              | 4               | 0               |                    | -                  | -                  |             | -           | -           | 38     | 1      |
| 2013-2014         | Wil               | ChL               | 34         | 1          | CS              | 1               | 0               |                    | -                  | -                  |             | -           | -           | 35     | 1      |
| 2014-2015         | Wil               | ChL               | 34         | 0          | CS              | 3               | 0               |                    | -                  | -                  |             | -           | -           | 37     | 0      |
| Totale Wil        | Totale Wil        | Totale Wil        | 121        | 2          |                 | 9               | 0               |                    | -                  | -                  |             | -           | -           | 130    | 2      |
| 2015-2016         | Sciaffusa         | ChL               | 29         | 1          | CS              | 3               | 0               |                    | -                  | -                  |             | -           | -           | 32     | 1      |
| 2016-2017         | Sciaffusa         | ChL               | 27         | 2          | CS              | 2               | 0               |                    | -                  | -                  |             | -           | -           | 29     | 2      |
| Totale Sciaffusa  | Totale Sciaffusa  | Totale Sciaffusa  | 56         | 3          |                 | 5               | 0               |                    | -                  | -                  |             | -           | -           | 61     | 3      |
| 2017-2018         | Wil               | ChL               | 27         | 2          | CS              | 2               | 0               |                    | -                  | -                  |             | -           | -           | 29     | 2      |
| 2018-2019         | Winterthur        | ChL               | 25         | 0          | CS              | 3               | 0               |                    | -                  | -                  |             | -           | -           | 28     | 0      |
| 2019-2020         | Winterthur        | ChL               | 31         | 1          | CS              | 5               | 0               |                    | -                  | -                  |             | -           | -           | 36     | 1      |
| 2020-2021         | Winterthur        | ChL               | 34         | 0          | CS              | 3               | 1               |                    | -                  | -                  |             | -           | -           | 37     | 1      |
| 2021-2022         | Winterthur        | ChL               | 34         | 3          | CS              | 1               | 0               |                    | -                  | -                  |             | -           | -           | 35     | 3      |
| 2022-2023         | Winterthur        | ASL               | 27         | 0          | CS              | 3               | 0               |                    | -                  | -                  |             | -           | -           | 30     | 0      |
| Totale Winterthur | Totale Winterthur | Totale Winterthur | 151        | 4          |                 | 15              | 1               |                    | -                  | -                  |             | -           | -           | 166    | 5      |
| Totale carriera   | Totale carriera   | Totale carriera   | 364        | 11         |                 | 31              | 1               |                    | -                  | -                  |             | -           | -           | 395    | 12     |